# Muziki wa dansi
L'espressione swahili muziki wa dansi (letteralmente "musica da ballo"), spesso abbreviata in dansi, si riferisce a un genere musicale della Tanzania, nato negli anni trenta e ancora oggi molto popolare. La capitale del dansi è la zona di Dar es Salaam, da cui provengono tutte le più importanti orchestre.
Il dansi si può considerare derivato dalla rumba congolese (soukous) degli anni '30 e sessanta. Viene talvolta chiamato swahili jazz perché i testi delle canzoni sono in genere in lingua swahili e "jazz" era la parola con cui molti musicisti congolesi si riferivano alla musica da ballo e alla rumba fin dai primi decenni del XX secolo. Per motivi analoghi, alcune fonti indicano il dansi col nome di rumba tanzaniana.

## Storia

### Dalla rumba al dansi
Le origini del dansi si possono ricondurre alla diffusione in Africa Orientale della rumba congolese nei primi decenni del XX secolo, che contribuì a creare anche in Tanzania la cultura della sala da ballo. Soprattutto nella zona di Dar es Salaam iniziarono a emergere orchestre che suonavano musica da ballo dal vivo, e che gradualmente svilupparono un proprio stile. Fra i gruppi storici che si possono considerare fondatori del dansi si possono citare Dar es Salaam Jazz Band (fondata nel 1932), Morogoro Jazz e Tabora Jazz. La strumentazione di queste orchestre era originariamente basata esclusivamente su fiati, percussioni e tamburi; in un secondo momento vennero introdotti gli strumenti a corda (violini, banjo, mandolini, chitarre e così via) e poi quelli elettrici. Rispetto al soukous da cui deriva, il dansi (di tutte le epoche) è generalmente caratterizzato da ritmi più lenti, composizioni più melodiche, e dal fatto che il cantato è più spesso affidato a un coro che non a una voce solista.

### L'epoca dei finanziamenti statali
Dopo l'indipendenza, ottenuta dalla Tanzania nel 1961, il nuovo governo di Julius Nyerere mise in atto una serie di misure protezioniste volte a sviluppare la musica tanzaniana vietando contemporaneamente l'importazione di musica straniera (a eccezione di quella dello Zaire). L'organo governativo preposto alla regolamentazione della musica nel paese, noto come BAMUTA (da Baraza la Muziki la Taifa, "Consiglio Nazionale sulla Musica" in swahili) istituì tra l'altro un sistema di patrocínio per cui la maggior parte dei gruppi musicali erano finanziati da qualche dipartimento del governo, o da organizzazioni parastatali. Uno dei gruppi più noti di questo periodo furono i NUTA Jazz Band, stipendiati dalla National Union of Tanzania, il sindacato statale. Da un punto di vista amministrativo e finanziario, i gruppi dansi iniziarono a trasformarsi gradualmente in vere e proprie imprese commerciali. La società possedeva gli strumenti, e i musicisti erano impiegati salariati. Nel caso di orchestre che non dipendevano da enti finanziatori, il leader musicale del gruppo era spesso anche presidente dell'impresa. Su questo modello, di cui la NUTA Jazz Band fu il primo esempio, si svilupparono molti gruppi musicali dansi storici, come Orchestra Maquis Original, Mlimani Park, Tancut Alimasi e Vijana Jazz.

### Evoluzioni nel dansi
Negli anni sessanta, settanta e ottanta la musica dansi subì notevoli trasformazioni, accompagnate anche da una transizione verso strumenti elettrici. Fra gli innovatori più influenti si possono citare le due big band Orchestra Safari Sound e Orchestra Maquis Original, che introdussero uno stile di danza più lento, e al tempo stesso portarono in Tanzania nuove influenze, spesso ancora derivate dalle evoluzioni della rumba congolese. Gli anni '80 videro l'affermarsi di nuovi gruppi come International Orchestra Safari Sound e DDC Mlimani Park Orchestra, che però in gran parte erano guidati da veterani. A questi si affiancarono formazioni più innovative, come Vijana Jazz, che fu una delle prime orchestre dansi a far uso di strumenti elettronici (sintetizzatori e drum machine). Altri gruppi celebri emersi fra gli anni '60 e gli anni '80 sono Cuban Marimba Band, Atomic Jazz Band, Western Jazz Band, Super Volcano Band, Double O, Bima Lee Band, Toma Toma Jazz, Uda Jazz Band, Mwenge Jazz Band. Molte di queste orchestre sono tuttora in attività.
Fra le tendenze più recenti si può citare il mchiriku, introdotto da gruppi come Gari Kubwa, Tokyo Ngma e Atomic Advantage; lo stile è basato sull'uso di sezioni di tamburi e tastiere, e viene suonato a volumi molto alti (il feedback degli amplificatori è parte integrante del suo sound tipico).

## Caratteristiche del genere

### Elementi stilistici
Come in altri generi musicali dell'Africa Orientale (per esempio il taarab, ma anche generi moderni come il bongo flava), nel dansi i testi giocano un ruolo fondamentale, e il successo di un brano è spesso decretato da una scelta accurata delle parole (quasi sempre in swahili). La struttura tipica di un brano dansi comprende una introduzione lenta, che enfatizza il cantato e quindi il testo, da cui prende si sviluppa la sezione principale, ballabile, del brano, chiamata chemko, spesso basata su schemi ritmici derivati o influenzati dalla tradizione popolare della ngoma (la musica rituale).

### Le orchestre come imprese
Sebbene tutte le principali orchestre dansi abbiano inciso dischi, l'attività di questi gruppi è sempre stata principalmente focalizzata sulle esibizioni dal vivo, attraverso cui la società ricavava il denaro con cui venivano pagati i salari dei musicisti. Alcune orchestre anche molto note erano stipendiate dal locale in cui suonavano (come la Morogoro Jazz); in ogni caso, quasi tutte le orchestre si esibivano praticamente sette giorni alla settimana per tutto l'arco dell'anno. Proprio a causa di questi ritmi frenetici, la formazione comprendeva solitamente decine di elementi (almeno trenta o quaranta) in grado di alternarsi agli strumenti.
Questa organizzazione spiega da una parte la longevità di queste orchestre (che di fatto erano imprese, la cui esistenza prescindeva dai particolari musicisti di volta in volta assoldati) e dall'altra la dinamicità con cui avvenivano avvicendamenti nelle formazioni e con cui nascevano nuovi gruppi musicali. I musicisti spesso cambiavano orchestra in cerca di un aumento di stipendio; un esempio particolarmente evidente è quello di artisti come Muhiddin Maalin e Hassani Bitchuka, che continuarono a scrivere brani di successo passando nell'arco di pochi anni attraverso numerose diverse formazioni. Inoltre, spesso capitava che i musicisti più importanti di un gruppo (che erano anche quelli meglio stipendiati) riuscissero alla fine a "mettersi in proprio", comprando i propri strumenti e dando vita a una nuova orchestra.

### I mitindo
Un elemento tipico del dansi è il fatto che ogni formazione cerca esplicitamente di crearsi uno stile fortemente distintivo, e di cambiarlo periodicamente. La parola swahili con cui ci si riferisce al particolare stile di un gruppo dansi è mtindo (plurale mitindo, "stile" in swahili); ogni orchestra aveva il proprio mtindo, e in genere anche un certo numero di musicisti particolarmente esperti che avevano l'incarico di definire questo "marchio di fabbrica". Il mtindo definisce contemporaneamente uno stile musicale e un tipo di ballo associato.
I nomi dei mitindo riprendono spesso temi della tradizione ngoma, ma in alcuni casi si riferiscono essenzialmente ai movimenti tipici del particolare ballo associato. Per esempio, ogelea piga mbizi (uno dei mitindo della Orchestra Maquis Original) significa semplicemente "nuota e tuffati", con riferimento a un particolare movimento delle braccia.
L'importanza del concetto di mtindo è strettamente legata all'idea di una identità dell'orchestra indipendente dai suoi musicisti. I grandi artisti del dansi erano infatti apprezzati anche per la loro capacità di modificare il loro stile in accordo con il mtindo dell'orchestra in cui si trovavano a suonare.

### Le competizioni
Un altro elemento tipico della musica dansi è l'importanza delle competizioni. Molti festival di musica dansi sono intesi come gare musicali e spesso la vittoria in una competizione garantisce a una orchestra i favori del pubblico. Questa concezione sportiva dell'esibizione musicale è molto diffusa in Africa subsahariana, e in particolare in Tanzania può essere ricondotta alla tradizione della musica ngoma (cerimoniale).
Ogni grande band dansi ha in genere avuto una formazione "rivale" per eccellenza; per esempio, la scena dansi degli anni '70 fu fortemente caratterizzata dalla competizione fra Orchestra Maquis Original e Orchestra Safari Sound, e una situazione analoga si verificò in seguito fra International Orchestra Safari Sound e Mlimani Park.

## Principali orchestre
| Nome                                 | Altre denominazioni              | Epoca                 | Città         | Mitindo             | Musicisti di rilievo                                                                              |
| ------------------------------------ | -------------------------------- | --------------------- | ------------- | ------------------- | ------------------------------------------------------------------------------------------------- |
| Dar es Salaam Jazz Band              | Dar Jazz                         | anni 1930-anni 1970   | Dar es Salaam |                     | Michael Enoch                                                                                     |
| Morogoro Jazz Band                   |                                  |                       | Morogoro      |                     | Mbaraka Mwinshehe, Salim Adballah                                                                 |
| Cuban Marimba Band                   |                                  | 1948-?                | Morogoro      |                     | Salim Adballah                                                                                    |
| NUTA Jazz Band                       | Juwata Jazz Band, OTTU Jazz Band | anni 1960-in attività |               |                     | Joseph Lusungu, Mnenge Ramadhani, Muhiddin Maalim, Hassani Bitchuka, Saidi Mabera, Abel Balthazar |
| Orchestra Maquis Original            |                                  | anni 1970-in attività | Dar es Salaam | kamanyola, zembwela | Chinyama Chianza, Nguza Mbangu, Dekula Kahanga                                                    |
| Orchestra Safari Sound               |                                  | anni 1970-1985        |               |                     | Ndala Kasheba                                                                                     |
| Mlimani Park Orchestra               |                                  | 1978-?                |               | sikinde             | Muhiddin Maalim, Hassani Bitchuka, Abel Balthazar, Michael Enoch, Cosmas Chidumule, Shaaban Dede  |
| Vijana Jazz                          |                                  | anni 1980-anni 1990   |               |                     |                                                                                                   |
| International Orchestra Safari Sound | IOSS                             | 1985-?                |               | ndekule             | Muhiddin Maalim, Hassani Bitchuka, Abel Balthazar, Nguza Mbangu                                   |